# Monte Manengouba
O Monte Manengouba (também Manenguba ou Mwanenguba) é um estratovulcão na província de Littoral dos Camarões. Tem 2411 m de altitude e situa-se na linha vulcânica dos Camarões.
O mamífero Crocidura manengubae, da família Soricidae, é uma das espécies endémicas desta montanha.